# レナルト・メリ
レナルト・ゲオルク・メリ（エストニア語: Lennart Georg Meri、1929年3月29日 - 2006年3月14日）は、エストニア共和国の政治家、作家、映画監督。エストニア独立運動の指導者として活躍した後、1992年から2001年まで同国大統領を務めた。 

## 生涯

### 生い立ち
1929年3月29日、タリンにエストニア人の外交官でシェイクスピアの翻訳家であったゲオルグ・メリの子として生まれる。早くから外国で学び、いくつもの学校を渡り歩いた。その過程で、フィンランド語、フランス語、ドイツ語、ロシア語、英語を習得し後の外交家としての基礎を形成した。
1940年独ソ不可侵条約の付属秘密議定書に基づき、エストニアがソ連に併合された後、1941年から1946年まで多くのエストニア人、ラトビア人、リトアニア人同様家族とともにシベリアに流刑となる。メリは樹木伐採労働者として厳しい労働に従事した。この流刑中にシベリアの少数民族の言葉に触れ、それらがエストニア語に近いフィン・ウゴル語派であったことから、これらの諸言語の民族的、文化的研究がメリの生涯を通じてのテーマとなる。
1946年にメリ一家はシベリアからエストニアに帰郷した。1953年にタルトゥ大学歴史・言語学部を優秀な成績で卒業し、クム・ラウデの称号を得る。しかし、ソ連の政治体制の中ではメリは歴史学者の道を選択することは適わなかった。エストニア最古のヴァネムイネ劇場に劇作家の職を見つけたが、後にエストニア・ラジオに勤務し、放送劇のシナリオライターやプロデューサーを経て、映画監督となる。そして制作した映画のいくつかは国内で高い評価を受けた。

### 作家、映画監督として
1958年、メリは中央アジアに旅行し、天山山脈、カラクム砂漠などを訪れた。旅行後に最初の著書を著し、広い読者の共感を得た。父ゲオルグがソ連当局によって3度目の逮捕を受けるが、メリは著作によって収入を得ることができた。しかし生活は苦しく、タクシー運転手をしていた弟の援助によって一家は生計を立てて、メリは研究を終えることができた。映画『銀河の風』（Linnutee tuuled）は、フィンランドとハンガリーの協力で撮影された。ソ連国内では上映禁止となったが、ニューヨーク映画祭で銀メダルを受賞した。メリの映画や著作は、フィンランドの学校で教材として使用されるようになった。1986年にヘルシンキ大学から名誉博士号を受ける。1963年には既にエストニア作家同盟会員、1970年代にはフィンランド文学協会名誉会員に推戴されていた。
1964年、カムチャツカ半島の記録映画『火の山脈の大地へ』（Tulemägede Maale）を制作した。この映画の撮影スタッフには、地質学者、植物学者、写真家らも参加した。また、メリは紀行文も物し、1974年に『北極光の門で』（Virmaliste Väraval）を著してソ連国内でも高い評価を得、1977年にフィンランド語に翻訳されている。当書においてメリは歴史的視野に基づいて現代を展望し、ジェームズ・クック、ヨハン・フォースター、フェルディナント・フォン・ウランゲル、ダール、ゾイエル、アレグザンダー・フォン・ミッデンドルフ、ジョン・ダンダス・コクラン、その他の探検家を題材として扱っている。
1976年、メリの最高著作との評価を受ける"Hõbevalge"を著した。当書の中でメリはエストニア並びにバルト海沿岸諸国の歴史の復元を試みた。そして、エストニア語が含まれるフィノ・ウゴル語派・バルト・フィン諸語について、そしてエストニア人とフィンランド人、そしてハンガリー人（マジャル人）の言語的親和性について研究を進めた。
1988年、ヨーロッパとの文化交流やエストニア人学生の外国留学を目的とした非政府系民間学術機関・エストニア研究所を創設した。

### 政治家として
1970年代になってソ連政府は、およそ20年ぶりにメリの出国を許可した。メリはフィンランド旅行を西側諸国にエストニアの存在を再認識させるべく粘り強く活動し、政治家、ジャーナリスト、亡命エストニア人と関係を構築した。エストニア人として最初にソ連政府の燐灰石鉱業計画に反対を表明した。こうしてエストニアにおける環境保護運動は、ソ連からの独立運動へと展開する。1988年にはエストニア人民戦線が結成され、メリは創設委員の一人に名を連ねた。エストニアはバルト三国を構成するラトビア、リトアニアと協力し、独立運動を加速させていく。1990年にエストニアで自由選挙が行われると外務大臣に就任した。同年5月エストニアは独立回復を宣言した。外相としてのメリはCSCE（全欧安保協力会議）に出席するなど、ヨーロッパへの接近を念頭に置いた外交を展開した。1991年ソ連8月クーデター失敗後、エストニアを含むバルト三国はソ連から完全独立を獲得した。メリは駐フィンランド大使を経て、1992年エストニア大統領選挙に当選し、2期務めた。大統領としては卓越した外交感覚でヨーロッパ諸国への接近を推進するとともに、エストニア国内のロシア人にも配慮し、ロシアとの善隣関係を維持したほか、民族間の対立回避のため、民族問題円卓会議を設置してこの問題の処理に勤めた。
2005年から足に血栓が見つかり、闘病生活を続けていたが、2006年3月14日にタリンで死去した。

## 難民保護、民族浄化における犠牲者のための事績
東欧革命による混乱で中欧、東欧などからドイツに流入した難民や民族浄化の被害者の人権保護に従事し、フランツ・ヴェルフェル人権賞選考委員の一人として活動した。

## 著書
- "Tulemägede maale" （『火の山脈の大地へ』、1964年）
- "Virmaliste väraval" （『北極光の門で』、1974年）
- "Hõbevalge" （1976年）
- "Lähenevad rannad" （『近くの土地（近くの国）』、1977年）
- "Hõbevalgem"（1984年）

## 受賞歴など
- ソ連エストニア作家賞（1979年）
- ヨーロッパ科学芸術文芸アカデミー特派会員（1989年）
- ヘルシンキ大学名誉博士（1986年）
- クーデンホーフ・カレルギー・ヨーロッパ賞（1996年）
- 自由主義インターナショナル Prize For Freedom （1999年）

## 参考
- ワシントン・ポスト 2006年3月14日メリの訃報を知らせる記事[リンク切れ]
- Lennart Meri, portrait of a President - Baltic States City Paper
- Encyclopedia Britannica Lennart Meri[リンク切れ]
- Worldmark Encyclopedia of the Nations, Volume 6: World Leaders, 10th ed. Gale Group, 2001.